# لغة بوزوية
اللغة البوزوية لغة من اللغات الماندية يتحدث بها شعب البوزو. لغرض الصيد، يعيش العديد من البوزو أيضًا في بلدان غرب إفريقيا الأخرى حيث توجد الأنهار والسدود، مثل نيجيريا وبوركينا فاسو وساحل العاج . وفقًا لتعداد عام 2000، يبلغ عدد شعب البوزو حوالي 132,100 نسمة. تعتبر لغة البوزو مجموعة لهجات، ولكنها تتمتع بقدر كبير من التنوع. تعترف منظمة إثنولوج بأربع لغات على أساس متطلبات المواد التعليمية. البوزوية هي جزء من الفرع الشمالي الغربي للغات الماندية؛ أقرب قريب لغوي لها هو السوننكية، وهي لغة رئيسة يتحدث بها في القسم الشمالي الغربي من جنوب مالي، وفي شرق السنغال، وفي جنوب موريتانيا. يتحدث البوزوية في كثير من الأحيان لغة إقليمية واحدة أو أكثر مثل البامبارا ، أو الفولا، أو السونغاي الغربية [الإنجليزية]. اللغة نغمية، ذات ثلاث نغمات معجمية. وقد اعتمدت تاريخيًّا النص العربي الذي يُسمى الآن بالعجمية.

## روابط خارجية
- خريطة عرقية لغوية للغات البوزو ( SIL )
- لغة بوزو
- الموارد في بوزو-تيياكسو نسخة محفوظة 2012-06-05 على موقع واي باك مشين. من SIL Mali نسخة محفوظة 2014-11-17 على موقع واي باك مشين. .
- الموارد في بوزو-جيناما نسخة محفوظة 2012-06-05 على موقع واي باك مشين. من SIL Mali نسخة محفوظة 2014-11-17 على موقع واي باك مشين. .